# Liste der denkmalgeschützten Objekte in Brixen im Thale
Die Liste der denkmalgeschützten Objekte in Brixen im Thale enthält die 10 denkmalgeschützten, unbeweglichen Objekte der Gemeinde Brixen im Thale.

## Denkmäler
| Foto |                 | Denkmal                                                                                | Standort                                                | Beschreibung | Metadaten |
| ---- | --------------- | -------------------------------------------------------------------------------------- | ------------------------------------------------------- | --- | --- |
| ja   | Datei hochladen | Weidachkapelle, Walterkapelle HERIS-ID: 90380 Objekt-ID: 105066 TKK: 2187seit 2020     | bei Dorfstraße 75 Standort KG: Brixen im Thale          | Die Weidachkapelle oder Walterkapelle ist eine kleine, offene Wegkapelle mit geradem Chorschluss und einem auf zwei Holzsäulen ruhendem Vordach. Sie wurde urkundlich 1779 erbaut. Im gemauerten, rund gewölbten Inneren der Kapelle befindet sich eine Rundbogennische mit einer Steinskulptur der hl. Maria mit Kind. Die Kapelle ist innen reich mit Malereien im Stile des Rokoko versehen (Marien-, Jesus- und Josefsmonogramme, Hl. Geist-Taube und Pflanzenmotive), an den Seitenwänden finden sich zudem Darstellungen der hll. Judas Thaddäus und Theresia vom Kinde Jesu auf Blechtafeln. Das leicht geschweifte, holzschindelgedeckte Dach liegt auf einem umlaufenden, gekehlten Holzgesims auf, ist über dem Chor abgewalmt, und wird am Giebel von einem Metallkreuz und über dem Chor von einem metallenen Kugelspitz bekrönt. An der Stirnseite im verschalten Giebelfeld Marienmonogramm vor Auge Gottes. | BDA-Hist.: Q99938967 Status: Bescheid Stand der BDA-Liste: 2025-06-30 Name: Weidachkapelle, Walterkapelle GstNr.: 30 Weidachkapelle, Walterkapelle                |
| ja   | Datei hochladen | Dechantstall HERIS-ID: 90807 Objekt-ID: 105512 TKK: 53009                              | Dorfstraße 87 Standort KG: Brixen im Thale              | Das große, zweigeschoßige Wirtschaftsgebäude mit schmalem Wohnteil an der südlichen Stirnseite und ziegelgedecktem Satteldach wurde vermutlich in der ersten Hälfte des 19. Jahrhunderts errichtet. Das Erdgeschoß ist gemauert, das Obergeschoß im Wohnteil in Kantblockbauweise gezimmert, der Giebel und der restliche Wirtschaftstrakt sind mit einer senkrechten Bretterverschalung versehen. 2015/16 wurde das Gebäude für die Nutzung durch die Musikkapelle, die Musikschule und eine Kinderkrippe adaptiert. | BDA-Hist.: Q37749782 Status: § 2a Stand der BDA-Liste: 2025-06-30 Name: Dechantstall GstNr.: 21 Dechantstall, Brixen im Thale                                     |
| ja   | Datei hochladen | Widum HERIS-ID: 55314 Objekt-ID: 63920 TKK: 4615                                       | Dorfstraße 88 Standort KG: Brixen im Thale              | Dreigeschoßiger Bau mit Satteldach nördlich der Kirche im Kern aus dem 14. Jahrhundert. Im Inneren ist ein gotisches Spitzbogenportal. Im Flur des Obergeschoßes ist eine Rankenmalerei und Wappen aus der 2. Hälfte des 15. Jahrhunderts. Bildnis des Bauherrn der Pfarrkirche Pfarrer Sebastian Schlechter. | BDA-Hist.: Q38064599 Status: § 2a Stand der BDA-Liste: 2025-06-30 Name: Widum GstNr.: 21 Widum Brixen im Thale                                                    |
| ja   | Datei hochladen | Friedhof und Friedhofsmauer HERIS-ID: 39015 Objekt-ID: 38713 TKK: 14771                | Dorfstraße 88, neben Standort KG: Brixen im Thale       | Der Friedhof um die Kirche ist von einer Ummauerung aus dem 18. Jahrhundert mit Pultbedachung umgeben. Die Portale bestehen aus Pfeilern mit Pyramidendächern und klassizistischen Torgittern von 1828. In den 1980er Jahren wurde der Friedhof nach Norden erweitert und erhielt eine neue Leichenhalle. Im alten Friedhofsteil stehen eine Kapelle von 1734, die heute als Kriegerdenkmal dient, und ein Brunnen mit Steinschale und neuer Brunnensäule. | BDA-Hist.: Q37986341 Status: Bescheid Stand der BDA-Liste: 2025-06-30 Name: Friedhof und Friedhofsmauer GstNr.: 22 Friedhof Brixen im Thale                       |
| ja   | Datei hochladen | Aufbahrungshalle HERIS-ID: 90815 Objekt-ID: 105521 TKK: 4620                           | bei Dorfstraße 88 Standort KG: Brixen im Thale          | Die Aufbahrungshalle am Friedhof wurde um 1989 neu erbaut. Sie weist ein ausladendes, aufgeständertes Vordach und ein geknicktes, mittig stark erhöhtes Dach auf. An der südlichen Traufseite befindet sich hinter einem Eisengitter eine Statue Unser Herr im Elend aus der ersten Hälfte des 18. Jahrhunderts. | BDA-Hist.: Q37749853 Status: § 2a Stand der BDA-Liste: 2025-06-30 Name: Aufbahrungshalle GstNr.: 21                                                               |
| ja   | Datei hochladen | Bildstock, Kriegerdenkmal HERIS-ID: 90819 Objekt-ID: 105525 TKK: 4617                  | Dorfstraße 89, in der Nähe Standort KG: Brixen im Thale | Die Friedhofskapelle mit einem geschweiften Knickgiebel und drei Nischen wurde 1734 erbaut. Der mittige Kruzifix ist aus dem 18. Jahrhundert. Die flankierenden Nischen haben Tafeln mit der Nennung der im Krieg gefallenen Soldaten. | BDA-Hist.: Q37749924 Status: § 2a Stand der BDA-Liste: 2025-06-30 Name: Bildstock, Kriegerdenkmal GstNr.: 22                                                      |
| ja   | Datei hochladen | Pfarr- und Dekanatskirche Mariä Himmelfahrt HERIS-ID: 55316 Objekt-ID: 63923 TKK: 4621 | gegenüber Dorfstraße 90 Standort KG: Brixen im Thale    | Der spätbarocke klassizistische Kirchenbau mit Doppelturmfassade wurde von 1789 bis 1795 erbaut. Die Pläne des Architekten Wolfgang Hagenauer wurden vom ausführenden Baumeister Andre Hueber geändert. Bilder von Andreas Nesselthaler, Franz Nikolaus Streicher, Simon Benedikt Faistenberger, und Schnitzfiguren von Franz Xaver Nißl. Der Hauptkorpus der Orgel baute 1784/1785 Johann Anton Fuchs, das Rückpositiv 1795 Andreas Mauracher. | BDA-Hist.: Q1183631 Status: § 2a Stand der BDA-Liste: 2025-06-30 Name: Pfarr- und Dekanatskirche Mariä Himmelfahrt GstNr.: .9 Dekanatspfarrkirche Brixen im Thale |
| ja   | Datei hochladen | Brunnen HERIS-ID: 90789 Objekt-ID: 105494 TKK: 53010                                   | vor Dorfstraße 93 Standort KG: Brixen im Thale          | Der Brunnen aus dem vierten Viertel des 20. Jahrhunderts besteht aus einem runden Becken und einem durch die Diagonale führenden Block, aus dem sich zur Mitte hin tanzende Menschen entwickeln. | BDA-Hist.: Q37749589 Status: § 2a Stand der BDA-Liste: 2025-06-30 Name: Brunnen GstNr.: 3                                                                         |
| ja   | Datei hochladen | Wegkreuz Friedenshöhe HERIS-ID: 90791 Objekt-ID: 105496 TKK: 2197                      | bei Dorfstraße 103 Standort KG: Brixen im Thale         | Das Wegkreuz in einem unten offenen Bretterkasten mit einfach gestaltetem, hell gefasstem Corpus im Dreinageltypus stammt aus der ersten Hälfte des 19. Jahrhunderts. | BDA-Hist.: Q37749624 Status: § 2a Stand der BDA-Liste: 2025-06-30 Name: Wegkreuz Friedenshöhe GstNr.: 2435/2                                                      |
| ja   | Datei hochladen | Backofen HERIS-ID: 90392 Objekt-ID: 105078 TKK: 2121                                   | bei Moosen 33 Standort KG: Brixen im Thale              | Das zum Leitgebhof gehörende, etwas abseits nordwestlich des Hofes am Hang stehende Backofenhäuschen wurde in der zweiten Hälfte des 19. Jahrhunderts errichtet. Der verputzte Mauerbau mit ziegelgedecktem Satteldach weist unter dem freien Dachüberstand an der Südseite ein rechteckiges Feuerungsloch und seitlich eine kleine Rundbogennische auf. | BDA-Hist.: Q37746886 Status: § 2a Stand der BDA-Liste: 2025-06-30 Name: Backofen GstNr.: 2270                                                                     |